# Нестандартні та пробні монети України
У перші роки карбування поряд із стандартними монетами на Луганському заводі були виготовлені монети не стандартного зразка — браковані, експериментальні (відрізнялися від стандартних монет своїм металом, розмірами, вагою, роком випуску), а також пробні монети, випущені за проектами, але не затверджені у наступному до випуску. Подібні нестандартні монети збереглися в незначних кількостях і нині становлять особливий інтерес для нумізматів.

## Шаги
Співробітники Луганського монетного двору попередньо проводили випробування з карбування монет із металів, які в достатній кількості є в Україні, не маючи жодних вихідних даних для монет. Тому назва монети відсутня, а герби України мають найрізноманітнішу конфігурацію. Крім цього, по ряду екземплярів остаточно не встановлена їхня відповідність критерію пробних монет. Переліковуються всі монети, що зустрічаються, без детального встновлення законності їхнього походження.

### Перший тип
Діаметр монети 16,3 мм, товщина орієнтовно (усі монети, що зустрічаються, мають різну товщину) — 1,2 мм, на аверсі (береться за аверс той бік, на якому стоїть назва країни — «Україна») у центрі цифра «1» заввишки 6,3 мм, вгорі над номіналом слово «Україна», внизу стрічка. Ліворуч і праворуч — стилізовані гілки, на кожній по 7 листків.
Перелік різновидів:
 — латунь, в основі герба коло, гурт гладкий;
 — латунь, по обидва боки герб, гурт гладкий;
 — латунь, герб такий же, як на стандартній монеті в 10 копійок;
 — латунь, в основі герба коло, на номінальній стороні напис: «1 копійка»;
 — мідь, в основі герба коло;
 — мідь, в основі герба еліпс, рифлення гурту грубе;
 — мідь, в основі герба еліпс, рифлення гурту дрібне;
 — сталь, в основі герба коло, гурт гладкий;
 — срібло, в основі герба коло, гурт гладкий.

### Другий тип
Діаметр монети 18,5 мм. На номінальному боці в центрі зображення номіналу — «50» заввишки 5 мм, над ним угорі рік — «1992», унизу стрічка — довга з 3-х складок, коротка — з однієї складки. З боків ліворуч і праворуч гілочки пшениці та листя дуба. На гербовому боці тільки герб — накреслений тонкою або товстою лінією. Гурт гладкий.
Різновиди:
 — латунь, стрічка коротка, герб тонкий;
 — латунь, стрічка довга, герб такий самий, як на монетці в 15 копійок, товщина близько 1 мм;
 — те саме, товщина в 1,5 раза більша;
 — мідь, стрічка довга, герб товстий, кант прямий (рівний бортик);
 — мідь, стрічка довга, герб товстий, кант із півсфер;
 — сталь, покрита міддю, стрічка довга, герб від 15 копійок (тут і вище — сталь — магнітний матеріал);
 — нікель (білий немагнітний матеріал), стрічка коротка, герб тонкий, слабке рифлення гурта;
 — нікель, стрічка довга, герб такий самий, як на монеті в 15 копійок;
 — срібло, стрічка довга, герб від 15 копійок.

## Копійки і гривні

### 1 копійка
Різновиди:
 — латунь, 1992:
 — мідь, покрита нікелем, 1992;
 — срібло, 1992:
 — нікель, герб луганський, 1992;
 — мідь, герб луганський, 1992;
 — латунь, герб луганський, 1992;
 — алюміній, герб луганський, 1992;
 — срібло, герб луганський, 1992;
 — нікель, герб луганський, 1994;
 — мідь, покрита нікелем, 1994;
 — сталь, покрита міддю, 1994;
 — мідь, 1994;
 — сталь, покрита латунню, 1994;
 — срібло, 1994;
 — нікель, 1996 (монета з річного набору 1996 року);
 — мідь, покрита нікелем, 1996;
 — сталь, покрита міддю, 1996;
 — сталь, 1996;
 — латунь, 1996; мідь, 1996;
 — алюміній, 1996;
 — срібло, 1996.

### 2 копійки
Різновиди:

### 5 копійок
Різновиди:
 — сталь (слабомагнітна), обидві сторони номінальні;
 — сталь, 1992, 180 градусів;
 — нікель, 1992, 15 градусів;
 — нікель, 1992, 180 градусів;
 — латунь, 1992, 180 градусів;
 — мідь, 1992, гурт гладкий;
 — срібло, 1992, гурт гладкий;
 — сталь, покрита латунню, 1994;
 — мідь, покрита нікелем, 1994, гурт гладкий;
 — нікель, 1994, гурт гладкий;
 — латунь, 1994, гурт гладкий;
 — мідь, 1994, гурт гладкий;
 — алюміній, 1994, гурт гладкий;
 — срібло, 1994, гурт гладкий;
 — нікель, 1996, гурт гладкий,
 — нікель, 1996, (з річного набору);
 — латунь, 1996, гурт гладкий.

### 10 копійок
Різновиди:
Монета з річного набору 1996 року повсюдно перебуває в обігу.

### 15 копійок
Різновиди:

### 25 копійок
Різновиди:
 — «англійське карбування», 1992, герб увігнутий усередину;
 — латунь, 1992, гурт гладкий;
 — латунь, 1992, гурт гладкий, монета без канта;
 — латунь, 1992, герб італійський, гурт гладкий;
 — мідь, 1992;
 — нікель, 1992, рифлення гурта тонке;
 — алюміній, 1992;
 — алюміній, 1992, гурт гладкий;
 — мідь, покрита нікелем, 1992;
 — алюміній, 1992, рифлення гурта тонке;
 — срібло, 1992, ягоди вінка дрібні;
 — срібло, 1992, ягоди з крапками;
 — срібло, 1992, рифлення гурта тонке;
 — сталь, покрита латунню, 1994, рифлення грубе;
 — сталь, покрита міддю, 1994;
 — мідь, покрита нікелем, 1994;
 — мідь, 1994;
 — нікель, 1994;
 — нікель, 1994, суцільне (не переривчасте) рифлення гурта;
 — алюміній, 1994;
 — срібло, 1994;
 — сталь, покрита латунню, 1995;
 — сталь, покрита міддю, 1995;
 — мідь, 1995;
 — мідь, покрита нікелем, 1995;
 — нікель, 1995;
 — срібло, 1995;
 — нікель, 1996;
 — сталь, покрита латунню, 1996;
 — мідь, 1996;
 — алюміній, 1996;
 — срібло, 1996.
Монета з латуні «1996», (з набору за рік 1996 року), досі в обігу не зустрінута.

### 50 копійок
Різновиди:

### 1 гривня
Різновиди пробних монет: